# Tim Roth (acteur)
Tim Roth, echte naam Timothy Simon Smith (Londen, 14 mei 1961), is een Engels acteur.

## Carrière
In de jaren tachtig werkt Roth samen met de Britse regisseurs Mike Leigh, Stephen Frears en Peter Greenaway.
In 1990 trok Roth de aandacht met zowel zijn vertolking van Vincent Van Gogh in de dramatische biopic Vincent & Theo (van Robert Altman, als met zijn vertolking van het Shakespeare-personage Guildenstern in Tom Stoppards tragikomedie Rosencrantz and Guildenstern Are Dead. 
Quentin Tarantino gaf hem daarop opvallende rollen in zijn eerste twee films, de cultfilms Reservoir Dogs (1992) en Pulp Fiction (1994). Ondertussen, in 1993, castte Nicolas Roeg hem in Heart of Darkness, diens verfilming van Joseph Conrads gelijknamige roman.  Nog in 1994 vertolkte Roth de hoofdrol van huurmoordenaar in de misdaadfilm Little Odessa, het regiedebuut van James Gray. In het zog van zijn booswichten in de vroege Tarantinofilms gaf hij gestalte aan een verraderlijke aristocraat in het historisch epos Rob Roy (1995), een acteerprestatie waaraan hij een British Academy Film Award voor beste acteur in een bijrol en een nominatie voor de Oscar voor beste mannelijke bijrol overhield.
Roth maakte in 1999 zijn regiedebuut met The War Zone, een openhartig drama over incest en seksueel geweld dat door de kritiek vol lof werd besproken en op filmfestivals gunstig werd onthaald.
Na 2000 werkte hij met cineasten als Tim Burton, Michael Haneke en Francis Ford Coppola, Wim Wenders en Werner Herzog. In 2015 speelde Roth opnieuw in een film van Tarantino in de western The Hateful Eight. In datzelfde jaar was hij ook te zien in het drama Chronic als de erg toegewijde verpleger van terminale pariënten die worstelt met een vreselijk familiegeheim. 

### Internationale carrière
De filmcarrière van Roth is ook internationaal gekleurd. Reeds in 1988 werd hij in de rol van communistische verklikker gecast door de Poolse cineaste  Agnieszka Holland in de Frans-Amerikaanse coproductie To Kill a Priest. Zijn vertolking van de titelrol van La leggenda del pianista sull'oceano, de originele Italiaanse titel van Legend of 1900 (Giuseppe Tornatore, 1998), droeg dit romantisch drama. Voorts acteerde hij zowel onder regie van Franstalige regisseurs (Olivier Dahan, Louis Leterrier, Éric Rochant, Frédéric Auburtin, Jean Beaudin en François Girard) als onder die van filmmakers van onder meer Canadese, Noorse, Mexicaanse, Spaanse en Braziliaanse nationaliteit.   

### Portretteringen
Roth speelde zowel historische figuren uit een ver verleden zoals de middeleeuwse koning Peter II van Aragón, staatsman Oliver Cromwell, politicus William Pitt de Oudere, markies Antoine Nompar de Caumont, Vincent Van Gogh, als figuren uit een recenter verleden zoals gangster Dutch Schultz, vorst Reinier III van Monaco, voetbalsportbestuurder Sepp Blatter en politicus George Wallace van de Amerikaanse Democratische Partij.

### Televisieacteur
Roth heeft aanzienlijk meer film- dan televisierollen achter zijn naam, maar verscheen nu en dan in televisieseries. Zo speelde hij eenmalige gastrollen in onder meer Not Necessarily the News (1983), Driving Ambition (1984) en de horrorserie Tales from the Crypt (1991). In 1986 verscheen hij als hoofdrolspeler Matthew Long in de vierdelige politiek en raciaal geladen dramaminiserie King of the Ghetto. Tussen 2009 en 2011 speelde Roth als Dr. Cal Lightman de hoofdrol in de dramaserie Lie to Me.

## Nominaties en prijzen
Al in 1984 werd Roth voor zijn rol van huurmoordenaar in opleiding in de misdaadfilm The Hit gelauwerd met een Evening Standard British Film Award voor meest belovende nieuwkomer. Hij werd in 1995 genomineerd voor onder meer een Academy Award en een Golden Globe voor zijn bijrol in Rob Roy. Meer dan tien filmprijzen werden hem daadwerkelijk toegekend, waaronder een BAFTA Award voor Rob Roy en een European Film Award voor het zelf geregisseerde The War Zone (als 'Europese ontdekking van het jaar').

## Privéleven
Roth trouwde in 1993 met Nikki Butler, met wie hij in 1995 zoon Timothy Hunter kreeg en in 1996 zoon Michael Cormac. Hij werd in 1984 al een eerste keer vader van een zoon Jack, die hij kreeg met Lori Baker. Jack Roth werd eveneens acteur.

## Filmografie
- 1982 – Made in Britain
- 1983 – Meantime
- 1984 – The Hit
- 1985 – Return to Waterloo
- 1988 – A World Apart
- 1988 – To Kill a Priest
- 1989 – The Cook, the Thief, His Wife & Her Lover
- 1990 – Vincent & Theo
- 1990 – Farendj
- 1990 – Rosencrantz and Guildenstern Are Dead
- 1992 – Backsliding
- 1992 – Reservoir Dogs
- 1992 – Jumpin' at the Boneyard
- 1993 – Rob Roy
- 1993 – Heart of Darkness
- 1993 – Bodies, Rest & Motion
- 1993 – El Marido perfecto
- 1994 – Captives
- 1994 – Little Odessa
- 1994 – Pulp Fiction
- 1995 – Rob Roy
- 1995 – Four Rooms
- 1996 – No Way Home
- 1996 – Everyone Says I Love You
- 1997 – Gridlock'd
- 1997 – Hoodlum
- 1997 – Deceiver
- 1998 – Animals with the Tollkeeper
- 1998 – The Legend of 1900
- 2000 – The Million Dollar Hotel
- 2000 – Vatel
- 2000 – Lucky Numbers
- 2001 – Planet of the Apes
- 2001 – Invincible
- 2001 – The Musketeer
- 2002 – Emmett's Mark
- 2003 – To Kill a King
- 2004 – The Beautiful Country
- 2004 – Nouvelle-France
- 2004 – Silver City
- 2005 – The Last Sign
- 2005 – Dark Water
- 2005 – Don't Come Knocking
- 2006 – Even Money
- 2007 – Youth Without Youth
- 2007 – Virgin Territory
- 2007 – Funny Games U.S.
- 2009 – The Incredible Hulk
- 2009 – Skellig
- 2010 – Pete Smalls Is Dead
- 2009-2011 – Lie to Me (tv-serie)
- 2012 – Arbitrage
- 2012 – Broken
- 2013 – Möbius
- 2013 – The Liability
- 2014 – Grace of Monaco
- 2014 – Selma
- 2014 – United Passions
- 2015 – Chronic
- 2015 – The Hateful Eight
- 2015 – Mr. Right
- 2015 – Hardcore Henry
- 2017 – Twin Peaks (tv-serie)
- 2017 – 1 Mile to You
- 2018 – The Con Is On
- 2018 – The Padre
- 2019 – Luce
- 2019 – The Song of Names
- 2021 – Sundown
- 2021 – Shang-Chi and the Legend of the Ten Rings
- 2022 – She-Hulk: Attorney at Law (tv-serie)
- 2022 – There Are No Saints
- 2024 - Poison